# Avahi peyrierasi
L'avahi di Peyrieras (Avahi peyrierasi) è un lemure della famiglia degli Indriidi, endemico del Madagascar, di recente scoperta.

## Distribuzione
Questi animali abitano la parte centro-orientale dell'isola, dove occupano l'area di foresta pluviale compresa fra i fiumi Faraony e Namorona. Gran parte del loro areale ricade all'interno del Parco nazionale di Ranomafana.

## Descrizione

### Dimensioni
Raggiunge i 70 cm di lunghezza, per un peso che raggiunge gli 1,2 kg; tende tuttavia a rimanere più piccolo.

### Aspetto
Di questo animale si conoscono due diverse colorazioni, denominate #2 e #3.

Ambedue presentano zona dorsale grigio-bruna e zona ventrale biancastra, con coda color ruggine: sfumature color ruggine sono presenti anche sulle zampe, sia anteriori che posteriori, mentre la gola, la parte anteriore e posteriore delle zampe posteriori ed il margine superiore della mascherina facciale sono bianchi.

La varietà 2 (che vive nell'area costiera dell'areale della specie), tuttavia, possiede tinte giallastre sul posteriore e sulle zampe posteriori, assenti nella varietà 3 (diffusa nella zona più interna dell'areale della specie), che invece ha colorito più scuro e presenta sfumature color ruggine sulle spalle.

## Comportamento
Si tratta di animali erbivori, diurni ed arboricoli.

A causa dello scarso valore nutritivo del loro cibo, non sono animali molto reattivi, anzi passano gran parte del loro tempo a sonnecchiare fra le chiome degli alberi, dove è una facile preda a causa della posizione assai esposta.

Sono animali sociali: vivono perlopiù in gruppi familiari, con una coppia dominante riproduttrice e vari cuccioli di differenti età, provenienti da varie cucciolate.

### Alimentazione
Pur condividendo l'areale con Lepilemur microdon, le due specie raramente entrano in conflitto per il cibo, perché oltre ad essere gli avahi più selettivi dei lepilemuri nella scelta del cibo (gli avahi mangiano perlopiù foglie immature e germogli), essi tendono a non avventurarsi su rami sottili, che potrebbero non reggerne il peso.